# Клуб фабрики имени Петра Алексеева

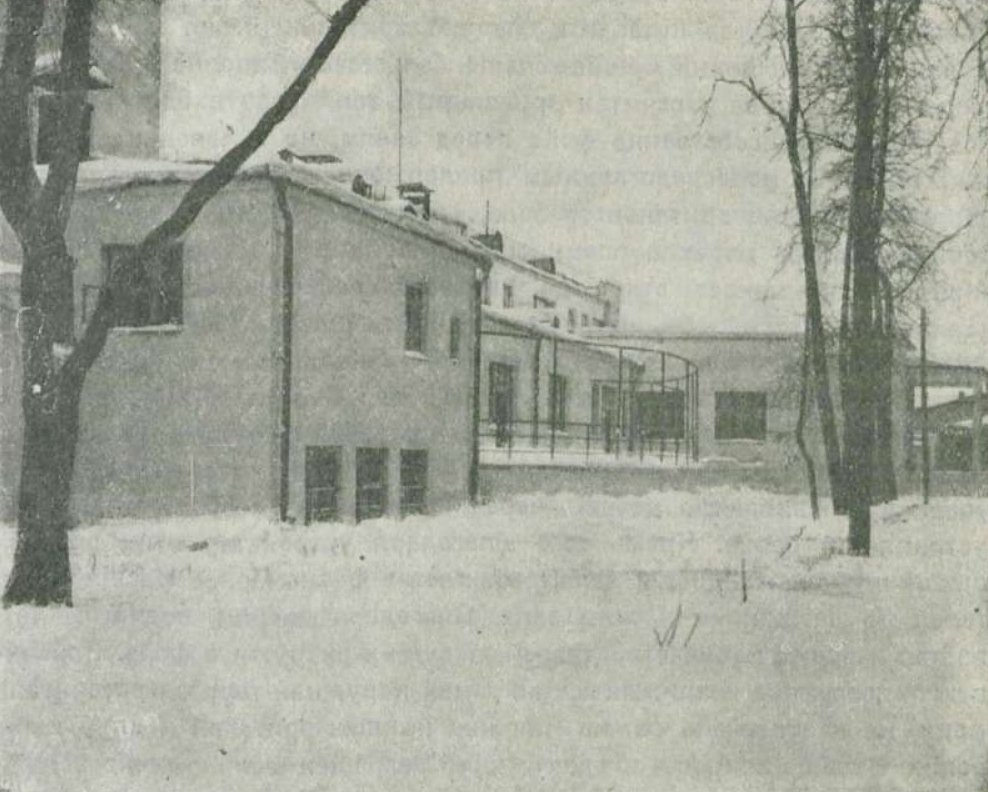
Боковой фасад в начале 1930-х годов

Клуб фабрики имени Петра Алексеева — бывший дом культуры на севере Москвы около усадьбы Михалково (Михалковская улица, дом 36, кор. 1). Построен в 1927—1929 годах для Московской тонкосуконной фабрики имени Петра Алексеева в конструктивистском стиле по проекту архитектора Л. А. Веснина. Здание представляло собой асимметричную композицию из трёх объёмов простых геометрических форм. В советское время имело статус памятника архитектуры. В 1982 году клуб был перестроен. В 2010-х годах его занимали Свидетели Иеговы.

## История
Весной 1927 года Московский областной отдел профессионального союза текстильщиков решил заняться строительством рабочих клубов. Было решено разработать 4 типа клубов: тип А со зрительным залом на 500 мест и 10—12 клубными комнатами (для фабрик с количеством рабочих от 1000 до 3000 человек), тип Б с залом на 700 мест и 14—15 комнатами (для фабрик с 3000—4000 рабочих), тип В с залом на 1000 мест и 15—18 комнатами (для фабрик с 4000—7000 рабочих), тип Г с залом на 1500 мест, 20 комнатами, спортзалом и аудиторией (для фабрик с более 7000 рабочих). Архитектор Л. А. Веснин в марте 1927 года разработал проект клуба типа А. По этому проекту были построены клубы в Ростокине (Сельскохозяйственная ул., 24), на фабрике «Пролетарий» (посёлок Пролетарский), на Саввинской фабрике (ныне в черте Балашихи) и в Михалкове.
Строительство клуба для тонкосуконной фабрики имени Петра Алексеева в Михалкове началось в июле-августе 1927 года, было окончено вчерне в 1928 году, а окончательно в 1929 году. Архитектор Л. А. Веснин не принимал участие в строительстве клуба по своему проекту. С учётом местности, проект Веснина был отзеркален вдоль продольной оси. Другим отличием от первоначального проекта стал дополнительный широкий вход со стороны усадебного парка. Стоимость строительства здания составила 26 рублей 50 копеек за м³.
После открытия клуба рабочие фабрики отметили ряд его недостатков: 1) зрительный зал на 450 человек оказался слишком мал и не мог вместить всех желающих; 2) отсутствовал физкультурный зал, из-за чего заниматься физкультурой приходилось на сцене зрительного зала; 3) отсутствовала комната для драмкружка. Кроме того, ряд помещений клуба был переоборудован под жильё для рабочих.

## Архитектура

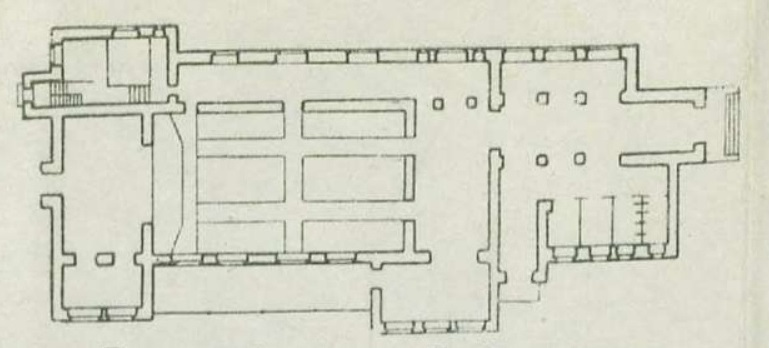
План первого этажа клуба

Клуб фабрики имени Петра Алексеева по своей архитектуре сильно отличается от большинства других московских домов культуры того периода. Поскольку это по сути загородное клубное здание, архитектор не был ограничен небольшими размерами участка. По этой причине клуб был сделан не многоэтажным, а сильно растянутым в длину. Второй этаж первоначально имела только часть здания.
На первом этаже разместился зрительный зал и связанные с ним помещения. Фойе первого этажа достаточно просторное. Его продолжением является широкий коридор, примыкающий к стене зрительного зала и сообщающийся с ним рядом дверей. В конце коридора находятся входы в помещения, связанные со сценой. На улице коридор примыкает к открытой террасе. Со стороны сада клуб имел второй широкий вход. В противоположном от входов торце здания находилась лестница, ведущая на второй этаж, и имевшая отдельный вход с улицы. Гардероб размещался в углу между основным и боковым входами. Справа от основного входа размещались туалет, курительная комната и комната администрации, слева — парикмахерская. Буфет размещался сбоку от зрительного зала, имел вход из фойе и сообщался с открытой террасой, где летом можно было установить столики.
На втором этаже находились клубные комнаты разных размеров. Они размещались по обеим сторонам длинного коридора. Напротив лестницы находилась комната для собраний с выходом на плоскую крышу фойе. Слева от неё находилась библиотека, ещё левее — читальный зал. В коридор второго этажа также выходили семь небольших комнат для кружков, дверь кинобудки зрительного зала и выход на небольшой балкон. В подвале здания расположено помещение, изначально оборудованное для тира.